# Matthew Yates
Matthew "Matt" Yates (Hastings, Hawke's Bay, 6 d'agost de 1979) va ser un ciclista neozelandès. En el seu palmarès destaca el Tour de Wellington de 2003.
El seu germà Jeremy també es dedicà al ciclisme.

## Palmarès
- 2001
  - Vencedor d'una etapa a la Volta a Hokkaido
- 2001
  - Vencedor de 2 etapes al Tour de Southland
- 2003
  - 1r al Tour de Wellington
  - 1r al Tour de Vineyards i vencedor d'una etapa